# Thorey-en-Plaine
Thorey-en-Plaine is een gemeente in het Franse departement Côte-d'Or (regio Bourgogne-Franche-Comté) en telt 830 inwoners (1999). De plaats maakt deel uit van het arrondissement Dijon.

## Geografie
De oppervlakte van Thorey-en-Plaine bedraagt 5,8 km², de bevolkingsdichtheid is 143,1 inwoners per km².
De onderstaande kaart toont de ligging van Thorey-en-Plaine met de belangrijkste infrastructuur en aangrenzende gemeenten.

## Demografie
Onderstaande figuur toont het verloop van het inwonertal (bron: INSEE-tellingen).